# جون جيوردانو
جون جيوردانو (بالإنجليزية: John Giordano)‏ هو معلم موسيقى أمريكي، ولد في 31 ديسمبر 1937.